# Het gevoel van de Vierdaagse
Het gevoel van de Vierdaagse is een televisieprogramma van KRO-NCRV (tot en met 2015: KRO) waarin deelnemers aan de Nijmeegse Vierdaagse centraal staan. Het televisieprogramma wordt sinds de editie van 2004 uitgezonden op NPO 1 en werd tot 2024 gepresenteerd door Fons de Poel, aangevuld met andere presentatoren. Vanaf 2024 is Herman van der Zandt de hoofdpresentator.
In vier (tot 2014 vijf, in 2006 drie wegens staken Nijmeegse Vierdaagse) uitzendingen wordt verslag gedaan van de Nijmeegse Vierdaagse door middel van reportages en interviews. Daarnaast komen de deelnemers aan het woord met bijzondere of ontroerende verhalen over hun motieven om deel te nemen.

## Presentatie
| Editie | Presentatie                                            |
| ------ | ------------------------------------------------------ |
| 2004   | Fons de Poel, Hella van der Wijst en Hansje Bunschoten |
| 2005   | Fons de Poel en Hella van der Wijst                    |
| 2006   | Fons de Poel en Hella van der Wijst                    |
| 2007   | Fons de Poel en Hella van der Wijst                    |
| 2008   | Fons de Poel en Hella van der Wijst                    |
| 2009   | Fons de Poel en Hella van der Wijst                    |
| 2010   | Fons de Poel en Hella van der Wijst                    |
| 2011   | Fons de Poel, Hella van der Wijst en Ruud Benard       |
| 2012   | Fons de Poel, Hella van der Wijst en Erik Hulzebosch   |
| 2013   | Fons de Poel, Hella van der Wijst en Erik Hulzebosch   |
| 2014   | Fons de Poel, Hella van der Wijst en Erik Hulzebosch   |
| 2015   | Fons de Poel en Erik Hulzebosch                        |
| 2016   | Fons de Poel en Linda Geerdink                         |
| 2017   | Fons de Poel en Sander de Kramer                       |
| 2018   | Fons de Poel en Sander de Kramer                       |
| 2019   | Fons de Poel en Sander de Kramer                       |
| 2022   | Fons de Poel, Sosha Duysker en Tim Hogenbosch          |
| 2023   | Fons de Poel, Sosha Duysker en Tim Hogenbosch          |
| 2024   | Herman van der Zandt en Sosha Duysker                  |
| 2025   | Herman van der Zandt en Sosha Duysker                  |